# هيام بن فريحة
هيام بن فريحة سياسية جزائرية، عينت من قبل رئيس الجمهورية الجزائري عبد المجيد تبون بمنصب وزيرة التكوين والتعليم المهني بحكومة عبد العزيز جراد منذ 2 يناير 2020.

## نشأتها ودراستها

### نشأتها
ولدت هيام بن فريحة بتاريخ 5 يناير 1968 بمدينة الجزائر.

### دراستها
تحصلت هيام بن فريحة على عدة شهادات منها:
- شهادة التعليم الثانوي العام (البكالوريا)، قسم آداب، دولة الكويت (1984).
- شهادة الليسانس في الحقوق والعلوم الإدارية، جامعة الجزائر (1988).
- شهادة الماجيستر في العلوم السياسية والعلاقات الدولية، جامعة الجزائر (1996).
- شهادة الدكتوراه في العلوم السياسية والعلاقات الدولية، جامعة الجزائر 3 (2015).
- شهادة التأهيل الجامعي لرتبة أستاذ محاضر صنف أ.

## المناصب التي تولتها
تقلدت عدة مناصب منها:
- وزيرة التكوين والتعليم المهني 2 يناير 2020.
- عميد كلية العلوم السياسية والعلاقات الدولية، جامعة الجزائر 3، 17 جويلية 2019.
- نائب عميد لما بعد التدرج والعلاقات الخارجية والبحث العلمي، كلية العلوم السياسية والعلاقات الدولية، جامعة الجزائر 3، سبتمبر2016.
- مسؤولة تخصص الدراسات الإقليمية، قسم الماستر بكلية العلوم السياسية والعلاقات الدولية، جامعة الجزائر 3 جانفي 2016.
- أستاذة مساعدة بكلية العلوم السياسية والعلاقات الدولية، جامعة الجزائر 3 (1996-1999)، (2004-2010)، (2015,2010).
- أستاذة محاضرة صنف (ب) سنة 2015 بكلية العلوم السياسية والعلاقات الدولية، جامعة الجزائر 3.
- أستاذة محاضرة صنف (أ) سنة 2016 بكلية العلوم السياسية والعلاقات الدولية، جامعة الجزائر 3.
- متصرفة إدارية بوزارة التربية الوطنية: (1988-1992) و(1994-1996)